# Blair Witch
Blair Witch ist ein US-amerikanischer Horrorfilm von Adam Wingard aus dem Jahr 2016. Der Found-Footage-Film ist nach Blair Witch 2 (2000) die zweite Fortsetzung von Blair Witch Project (1999) und entstand nach einem Drehbuch von Simon Barrett.

## Handlung
Der Student James Donahue entdeckt eines Tages Videoaufnahmen im Internet, die dem Anschein nach seine Schwester Heather zeigen. Heather verschwand vor 20 Jahren spurlos, als sie in der Stadt Burkittsville in Maryland die Legende der Blair Witch erforschte. Zusammen mit seinen Freunden Peter Jones, Ashley Bennett und Lisa Arlington geht James daraufhin auf die Suche nach seiner vermissten Schwester. Dabei zeichnet Lisa mit einer Videokamera die Suche auf, um später einen Dokumentarfilm darüber zu erstellen. Unterstützt werden die vier Studenten bei der Suche nach Heather von den beiden Teenagern Talia und Lane, welche die Videoaufnahmen damals von einer gefundenen Kamera ins Internet gestellt hatten.
Zusammen ziehen sie also in den Wald und errichten dort ein Lager für die Nacht. Sie wachen am nächsten Tag erst nachmittags wieder auf und stoßen dabei auf merkwürdige Gebilde, welche an den Bäumen rund um ihr Lager hängen. Als die Gruppe sich bereits entmutigt wieder auf den Heimweg machen möchte, entdeckt Lisa plötzlich an Lanes Rucksack die Schnur, die stark der ähnelt, mit der die Figuren gebunden wurden. Nachdem Lane und Talia zugeben, die Figuren an den Bäumen angebracht zu haben, werden die beiden von der Gruppe verbannt. Obwohl die vier noch mehrere Stunden durch den Wald wandern, kommen sie wieder bei ihrem alten Lager an, da ihr GPS nicht richtig funktioniert. Lisa startet eine Drohne, um einen Überblick über ihre Umgebung zu bekommen, doch diese kracht in einen Baum. Aufgrund einer sich entzündenden Wunde am Fuß, die Ashley sich am vorigen Tag zugezogen hat, muss die Gruppe wieder ihr Lager aufschlagen. Peter geht los, um Feuerholz zu sammeln, wird aber von einem unbekannten Wesen gejagt, das einen nahestehenden Baum zum Fallen bringt, der Peter schwer verletzt. James hört Peters Schreie und läuft los, um ihm zu helfen, aber als er ankommt, ist Peter bereits verschwunden.
Während der Nacht hören James und Lisa weitere Geräusche. Kurz darauf tauchen Lane und Talia auf, die behaupten, dass sie nun seit fünf Tagen durch den Wald gestreift seien, ohne einen Sonnenaufgang erlebt zu haben. Sich in einer Halluzination wähnend, rennt Lane weg, während Talia zurückbleibt. Am folgenden Morgen finden James und Lisa zu ihrem Erstaunen heraus, dass es immer noch Nacht ist. Sie finden neue, größere Figuren aus Stöckchen, die um ihr Lager hängen. Talia bemerkt ein Büschel ihrer Haare, das an eine dieser Figuren gebunden ist. Ashley, die wegen Peters Verschwinden tief bestürzt ist, beschuldigt wieder Talia, diese Figuren gebaut zu haben, und reißt die Figur auseinander; Talias Körper wird plötzlich ebenfalls gewaltsam in zwei Hälften gerissen, was Ashley nur vor Angst schreiend zurücklässt. Als eine unbekannte Kraft nun auch ihr Zelt in die Luft hebt, bricht die Gruppe in Panik auseinander. Nach einiger Zeit des Laufens hält Ashley an, um ihren verletzten Fuß zu versorgen. Eiter fließt aus der Wunde, als sie eine Wurzel aus dieser herauszieht. Sie sieht dann die Drohne in einem Baumwipfel und besteigt den Baum, um sie zurückzuholen, rutscht dabei jedoch ab und stürzt zu Boden, anscheinend in ihren Tod. Sie wird von einer unbekannten Kraft aus dem Bild gezogen.
Ein Regenschauer bricht herein, als Lisa und James die Hütte von Rustin Parr finden. James glaubt, seine Schwester im Obergeschoss zu sehen, und betritt das Haus. Man sieht Peter, wie er in der Ecke des Raumes steht, den James betritt. Kurz darauf begreift James, dass er verfolgt wird, und er verbarrikadiert sich in einem Raum im Obergeschoss. Als die allein draußen stehende Lisa sieht, wie eine längliche, humanoide Kreatur aus dem Wald auftaucht, rennt sie in Angst und Schrecken in den Keller der Hütte. Sie findet dort einen gealterten Lane vor, der vorgibt, nun eine Marionette der Hexe zu sein. Er stößt Lisa durch eine Falltür in einen unterirdischen Tunnel hinunter. Sie kriecht durch den engen Tunnel, aber wird an dessen Ende erneut von Lane attackiert, den sie schließlich in Selbstverteidigung ersticht. Von der Gestalt gejagt, die sie draußen gesehen hatte, läuft Lisa die Treppen hoch und sieht die Reflexion, die James zuvor in den ursprünglichen Videos entdeckt hatte. Sie stößt auf dem Dachboden wieder auf James, und die beiden beobachten ein flüchtiges, helles Licht, das durch die Fenster scheint und in die Wände einschlägt, bevor es wieder verschwindet. Sie versuchen ohne Erfolg, die Tür zu verbarrikadieren. James befiehlt Lisa, sich in die Ecke des Raumes zu stellen und sich nicht umzudrehen. Er entschuldigt sich verzweifelt für ihr Schicksal, als eine Gestalt, die man nicht sieht, den Raum betritt. Im Glauben, Heathers Stimme zu hören, dreht sich James nun doch um und wird getötet. Lisa nutzt Lanes Videorekorder, um indirekt sehen zu können, was hinter ihr ist. Sie geht langsam rückwärts, aber als sie James’ Entschuldigung erneut hört, dreht sie sich um und wird außerhalb des Bildes attackiert. Die Kamera fällt zu Boden und das Bild ist schwarz.

## Hintergrund
Adam Wingard begann 2012 mit der Arbeit an „Blair Witch“. Obwohl klar war, dass es sich um eine Fortsetzung von The Blair Witch Project handeln wird, wurde der Film über Jahre mit dem Titel The Woods angekündigt, um negativen Reaktionen von Fans vorzubeugen. Erst bei der Premiere am 23. Juli 2016 im Rahmen der San Diego Comic-Con wurden während der Vorstellung alle Poster gegen „Blair Witch“-Plakate ausgetauscht.

## Produktion
Das Produktionsbudget lag bei etwa fünf Millionen US-Dollar. Der Film spielte in Nordamerika 20,8 Millionen US-Dollar ein. In allen anderen Gebieten spielte er 24,4 Millionen US-Dollar ein, insgesamt spielte er 45,2 Millionen US-Dollar ein.

## Rezeption
Auf Metacritic bekam Blair Witch eine Wertung von 47/100 Punkten basierend auf 41 Kritiken, bei Rotten Tomatoes eine Wertung von 36 %.
Die internationale Fachpresse nahm den Film gemischt auf. TV Today meinte, der Film eskaliere „im letzten Drittel zu einem der nervenzerrendsten Schreckensszenarien der Saison“. Adam Wingard erweise sich „als Genrefan“, der „zwar wenig innovativ, aber umso versierter auf der Klaviatur des Horror spielt“.